# Dipartimento di Sakassou
Il dipartimento di Sakassou è un dipartimento della Costa d'Avorio situato nella regione di Gbêkê, distretto di Vallée du Bandama.
La popolazione censita nel 2014 era pari a 94.525 abitanti.
Il dipartimento è suddiviso nelle sottoprefetture di Ayaou-Sran, Dibri-Assirikro, Sakassou e Toumodi-Sakassou.